# Peucetia latikae
Peucetia latikae là một loài nhện trong họ Oxyopidae.
Loài này thuộc chi Peucetia. Peucetia latikae được Benoy Krishna Tikader miêu tả năm 1970.